# Davide Chiumiento
Davide Chiumiento (Heiden, 22 de novembro de 1984) é um ex-futebolista suíço que atuava como meia-atacante.

## Carreira em clubes
Depois de passar por FC Heiden e St. Gallen, Chiumiento chegou à Juventus em 2000 e foi promovido ao time principal em 2004, fazendo sua estreia como profissional contra o Ancona, em fevereiro do mesmo ano. Para o jogador, era "a realização de um sonho" jogar ao lado de seu ídolo, Alessandro Del Piero, fazendo mais uma partida pela Vecchia Signora, contra o Deportivo La Coruña, pela Liga dos Campeões da UEFA. Esta foi também sua última como atleta da Juventus, que o emprestou para Siena, Le Mans e Young Boys até 2007, sendo contratado pelo Luzern, que pagou 150 mil euros para contar com o meia-atacante. Somando todas as competições, Chiumiento atuou em 99 partidas e marcou 22 gols com a camisa dos Die Leuchten.
Em 2010, assinou com o Vancouver Whitecaps, que disputava a USSF Division 2 Professional League dos Estados Unidos, jogando 2 partidas antes da extinção do time. Com a inclusão da franquia homônima na Major League Soccer, renovou seu contrato em março de 2011. Foram 52 partidas oficiais e 2 gols com a camisa dos Caps antes de voltar ao futebol suíço em 2012, desta vez para atuar no Zürich. Pelo FCZ, Chiumiento disputou 5 temporadas, atuando em 129 jogos e marcando 13 gols. Após deixar o clube em junho de 2017, encerrou sua carreira aos 32 anos.

## Carreira internacional
Chiumiento chegou a ser convocado para a Eurocopa de 2004, substituindo Johann Lonfat, mas recusou a convocação por acreditar que ainda teria chance de jogar pela Itália, onde possui origens. Embora tivesse representado o time Sub-21 em 3 partidas, não foi lembrado em nenhuma convocação da Squadra Azzurra principal e passou a representar seu país na mesma categoria.
Em fevereiro de 2010, decidiu jogar pela Suíça em nível internacional, disputando um amistoso contra o Uruguai. Segundo Chiumiento, a decisão era porque "queria jogar como titular", mas o técnico Ottmar Hitzfeld não levou o meia-atacante para a Copa do Mundo disputada na África do Sul.

## Estilo de jogo
Embora seja um fã declarado de Alessandro Del Piero, Chiumiento é frequentemente comparado a Ronaldinho Gaúcho por suas habilidades no drible, ritmo e capacidade de jogo. Jogava preferencialmente como meia-atacante central, embora atuasse também como ala nos dois lados do campo ou também como segundo atacante.

## Títulos
Zurich
- Challenge League: 2016–2017
- Copa da Suíça: 2013–14, 2015–16